# Samolot wielozadaniowy
Samolot wielozadaniowy – samolot o szerokim spektrum zastosowania (pasażerski, transportowy, poszukiwawczy itp.). Rodzajem samolotu wielozadaniowego jest myśliwiec wielozadaniowy, czyli samolot bojowy przystosowany do wykonywania różnych zadań w zależności od wyposażenia lub uzbrojenia.